# Róbert Elek
Róbert Elek (sinh ngày 13 tháng 6 năm 1988) là một cầu thủ bóng đá người România thi đấu cho Juventus București ở vị trí tiền đạo.